# Dia do Orgulho Autista
Dia do Orgulho Autista, uma iniciativa do grupo Aspies for Freedom, do Reino Unido, é uma celebração da neurodiversidade de pessoas do espectro do autismo, anualmente, todo 18 de junho. Orgulho Autista reconhece o potencial inato em todas as pessoas, incluindo aquelas no espectro do autismo.

## Orgulho autista

A bandeira do Orgulho Autista foi selecionada por votação online em 2015, a partir de uma série de ideias enviadas

O Dia do Orgulho Autista foi celebrado pela primeira vez em 2005, pelo grupo Aspies for Freedom (AFF), do Reino Unido, e rapidamente se tornou um evento global, que ainda é amplamente comemorado on-line. A data também surgiu para combater estereótipos e visões fatalistas sobre o autismo. AFF se inspirou no movimento do Orgulho LGBT. O arco-íris, símbolo do infinito, é usado como o símbolo deste dia, o que representa "a diversidade, com variações infinitas e infinitas possibilidades".

## Temas
- 2005 Aceitação, não cura — principal evento de 2005 foi em Brasília, capital do Brasil.
- 2006 Celebrar Neurodiversidade — principais eventos de 2006 foram um Acampamento Orgulho Autista de Verão na Alemanha e um evento no Scienceworks Museu em Melbourne, Austrália.
- 2007 Autistas Falam. É hora de ouvir
- 2008 Sem um tema
- De 2009, Sem um tema
- 2010 Perspectivas, não medo
- De 2011, Reconhecer, Respeitar, Incluir
- 2012 Não tema — principal evento de 2012 foi em Herzliya Park, em Israel.
- 2013 Nenhum tema — principal evento de 2013 estava em Sacher Park, em Jerusalém, Israel.
- 2015 Sem tema — principais eventos foram em Reading, Reino Unido Hyde Park , em Londres, Reino Unido, e Haifa, Israel.
- 2016 Não tema — principais eventos foram em Reading, Reino Unido, Hyde Park, em Londres, Reino Unido, Manchester, Reino Unido, e Ramat HaSharon, Israel, Nebraska.
- 2017 Nenhum tema -- principais eventos foram no Hyde Park, em Londres, no Reino Unido, em Reading, no Reino Unido, Manchester, Reino Unido e Modiin, Israel, e Nebraska.